# ميخائيل غرين (لاعب هوكي الحقل)
ميخائيل غرين (بالألمانية: Michael Green)‏ هو لاعب هوكي الحقل ألماني، ولد في 5 مايو 1972 في مدينة براونشفايغ في ألمانيا.

## وصلات خارجية
- ميخائيل غرين على موقع اللجنة الأولمبية الدولية (الإنجليزية)
- ميخائيل غرين على موقع أوليمبيديا (الإنجليزية)